# 밀양 어변당
밀양 어변당(密陽 魚變堂)은 대한민국 경상남도 밀양시 무안면 연상리 394에 있는 건축물이다.
1979년 12월 29일 경상남도의 유형문화재 제190호 어변당으로 지정되었다가, 2018년 12월 20일 현재의 명칭으로 변경되었다.

## 개요
조선 전기의 무신 박곤 장군이 무학을 공부하던 별당으로 중종(1506∼1544) 때 밀양부사 이휘영이 고쳐세웠다.
박곤은 21세에 장원급제 했으며, 세종 18년(1436) 명나라 영종 즉위에 참여했다. 황제가 그의 사람됨을 알아보고, 벼슬을 내렸으나 거절하고 대신 미인 3명을 얻어 세 명의 아들을 낳았는데 이들은 표씨의 성을 얻어 중국에 살고 있다고 한다. 귀국 후 40대 이후에는 벼슬에 나가지 않고 고향에 돌아와 어변당을 짓고 여기서 생을 마쳤다.
건물의 구조는 앞면 3칸·옆면 1칸의 사람 인(人)자 모양인 맞배지붕으로 되어있다. 어변당 앞에는 장군이 만들었다는 적용지라는 연못이 있는데, 그곳에 물고기를 길러 부모를 효도했고 이에 물고기가 그 효성에 감동해 용이 되어 승천해서 건물 이름이 '어변당(魚變堂)'이 되었다는 전설이 있다.

## 관련 문화재
- 밀양 어변당 고문서 - 경상남도 유형문화재 제108호

## 참고 문헌
- 밀양 어변당 - 국가유산청 국가유산포털
- 이 문서에는 다음커뮤니케이션(현 카카오)에서 GFDL 또는 CC-SA 라이선스로 배포한 글로벌 세계대백과사전의 내용을 기초로 작성된 글이 포함되어 있습니다.